# Juan José Pizzuti
Juan José Pizzuti (lub Pizzutti) (ur. 9 maja 1927 w Buenos Aires, zm. 24 stycznia 2020 tamże) – argentyński piłkarz, ofensywny prawy pomocnik, napastnik. Później trener.
Urodzony w Buenos Aires (w dzielnicy Barracas) Pizzuti w 1941 roku wstąpił do młodzieżowej drużyny klubu CA Banfield, gdzie w 1947 roku rozpoczął zawodową karierę piłkarską. W 1949 roku zdobył dla Banfield 26 bramek, co dało mu tytuł króla strzelców ligi argentyńskiej. W Banfield występował do 1950 roku. W 1951 roku grał w klubie River Plate, a następnie w 1952 roku został graczem klubu Racing Club de Avellaneda. W 1953 roku, jako zdobywca 22 bramek, drugi raz w swej karierze został królem strzelców ligi argentyńskiej. W Racingu grał do 1954 roku, po czym w 1955 roku grał już w Boca Juniors, w którym zadebiutował 26 czerwca w wygranym 3:2 meczu z Rosario Central. W Boca Juniors rozegrał 20 meczów i zdobył 8 bramek, jednak już w 1956 roku wrócił do Racingu. W 1958 roku zdobył razem z Racingiem swój pierwszy tytuł mistrza Argentyny.
Jako piłkarz klubu Racing wziął udział w turnieju Copa América 1959, gdzie Argentyna zdobyła mistrzostwo Ameryki Południowej. Pizzuti zagrał w sześciu meczach – z Chile (zdobył 2 bramki – w 75 minucie zmienił go Osvaldo Güenzatti), Boliwią, Peru, Paragwajem, Urugwajem i Brazylią (zdobył bramkę).
Następnie wziął udział w ekwadorskim turnieju Copa América 1959, gdzie Argentyna została wicemistrzem Ameryki Południowej. Pizzuti zagrał w trzech meczach – z Paragwajem (w 69 minucie zmienił Miguela Ruiza, po czym zdobył bramkę), Ekwadorem (w 81 minucie zastąpił go Miguel Ruiz) i Urugwajem (w 57 minucie Pizzutiego wyrzucił z boiska brazylijski sędzia José Gomes Sobrinho).
Razem z Racingiem Pizzuti w 1961 roku zdobył mistrzostwo Argentyny, dzięki czemu wziął udział w turnieju Copa Libertadores 1962, gdzie Racing odpadł już w fazie grupowej. W Racingu grał do 1962 roku – łącznie rozegrał w tym klubie 213 meczów i zdobył 118 bramek.
Następnie ponownie został graczem Boca Juniors, z którym w 1962 roku trzeci raz w swej karierze zdobył mistrzostwo Argentyny. W Boca Juniors Pizzuti występował do 1963 roku, rozgrywając w sumie tylko 9 meczów, w których strzelił 2 bramki. Ostatni raz w barwach Boca Pizzuti zagrał 1 września w przegranym 0:3 meczu z San Lorenzo de Almagro, po czym w tym samym roku powrócił do Banfield, gdzie zakończył karierę.
Łącznie w lidze argentyńskiej Pizzuti rozegrał 349 meczów i zdobył 182 bramki, co daje mu miejsce w gronie 20 najlepszych strzelców w historii argentyńskiej ligi. W reprezentacji Argentyny w latach 1951–1959 Pizzuti rozegrał 12 meczów i zdobył 4 bramki. Po zakończeniu kariery piłkarskiej został trenerem.
Pizzuti w 1965 roku rozpoczął pracę z pierwszą drużyną Racingu, doprowadzając ją do mistrzostwa Argentyny w 1966 roku. W następnym roku kierowany przez niego Racing jako pierwszy klub z Argentyny wygrał turniej Copa Libertadores 1967 i został najlepszą klubową jedenastką Ameryki Południowej. Kolejnym sukcesem było zdobycie Pucharu Świata po pokonaniu najlepszego ówczesnego klubu europejskiego – szkockiej drużyny Celtic Glasgow. Pizzuti w 1969 roku zakończył pracę w Racingu, w którym pracował przez okres 4 lat i 4 miesięcy – do dziś żaden trener nie pracował w Racingu przez tak długi okres.
Pizzuti w latach 1970–1972 trenował reprezentację Argentyny. Pracował także w klubie Nueva Chicago Buenos Aires oraz w kolumbijskim klubie Independiente Medellín.